# Ebba Andersson
Ebba Kristina Andersson, född 10 juli 1997 i Delsbo församling, Gävleborgs län, är en svensk längdskidåkare. Hon vann VM-guld i skiathlon och på 30 km i Planica 2023 och har tagit medaljer i stafett i både VM och OS. Andersson kom trea i Tour de Ski 2021 och vann den prestigefyllda sista etappen. Säsongen 2020/2021 kom hon på en tredjeplats i totala världscupen och blev därmed den andra svenska kvinnan genom tiderna att sluta topp tre i den totala världscupen, efter Marie-Helene Östlund som slutade tvåa säsongen 1987–1988.

## Biografi
Ebba Andersson är född i Delsbo men familjen flyttade till Sollefteå när hon var tre år. Ebba bodde på Remsle i Sollefteå, inte långt från längdskidspåren, och åren 2007–2013 tävlade hon för Remsle UIF (RUIF). Efter en sammanslagning av skidsektionen i RUIF och Sollefteå Skidklubb (SSK) tävlade hon för Sollefteå Skidor IF.
Våren 2020 bytte både hon och hennes yngre bror Fredrik Andersson (född 1998) klubb till Piteå Elit, som sedan tidigare knutit till sig bland andra Charlotte Kalla. Året innan hade de två syskonen tagit steget att flytta från familjen i Sollefteå till Östersund med dess skidcentrum.
Den 22 januari 2024 tilldelades hon Jerringpriset för sina insatser under år 2023.

### 2015–2016 – junior-VM och världscupen
Vid junior-VM i Kazakstan 2015 tog hon ett brons i skiathlon. Den 25 februari 2016 tog Andersson guld på 10 km fristil i junior-VM i Rumänien. Dagen efter körde Andersson tredjesträckan när Sverige vann guld i stafetten på 4 × 2,5 km.
Andersson debuterade i världscupen 2015 veckan före VM i Falun. I den tävlingen imponerade hon med en 16:e plats trots att hon hade tre år kvar på sin juniortid. Det räckte dock inte för att få chansen att delta i VM.
Under SM-vinterveckan i Piteå 2016 lyckades Andersson som 18-åring ta silver på 10 km klassiskt och brons i skiathlon, och slå bland andra Ida Ingemarsdotter och Emma Wikén.

### 2017–2018 – VM och OS
Andersson tog som 19-åring silver i stafettävlingen i VM i Lahtis 2017, tillsammans med Anna Haag, Charlotte Kalla och Stina Nilsson. Efter en stark insats på tredjesträckan lämnade hon över till Nilsson, som spurtade hem silvret mot Finlands Krista Pärmäkoski.
Ebba Andersson gjorde OS-debut i Pyeongchang genom att komma fyra på den inledande distansen skiathlon. Hennes första OS-medalj blev silvret i stafetten, där Andersson på tredjesträckan förde Sverige från andra till första plats innan hon lämnade över till Stina Nilsson.

### 2018–2020 – framgångar i världscupen
Andersson fick sitt riktigt stora genombrott i världseliten under säsongen 2018–2019 då hon radade upp pallplatser och fina prestationer i världscuptävlingar. Totalt nio individuella pallplatser under säsongen och hon blev aldrig sämre än fyra i något av världscupens distanslopp. Hon slutade på en femteplats i distanscupen och på en sjundeplats i den totala världscupen.
Under SM-vinterveckan i Sundsvall 2019 vann hon både 10 km och 15 km klassiskt; i det förra loppet slog hon Charlotte Kalla med över en minut. Till VM i Seefeld hade Ebba stor press då hon presterat mycket bra i världscupen. Men inför VM drog hon på sig en förkylning, vilket gjorde att hon tvingades hoppa över skiathlonen och inte lyckades prestera i 10 km klassiskt. I stafetten åkte Ebba första sträckan i det lag som tog hem guldet.
Den 23 augusti 2019 vann hon ett 7,5 kilometer långt rullskidlopp (utan skytte) i Sollefteå, där längdskidåkare tävlade mot skidskyttar.
I mars 2020 blev Ebba Andersson trea på Holmenkollens 31-kilometerslopp, efter Frida Karlsson och Therese Johaug. Andersson och Karlsson var tillsammans och efter smarta skidbyten, tog dom ifatt Johaugs dittills stora ledning där Karlsson lyckades vinna. Under våren slutade hon – för andra året i rad – som totalsegrare i världscupens U23-klass.

### Tour de Ski 2021
Inför Tour de Ski sågs Andersson som en av de stora förhandsfavoriterna. De första tre etapperna blev misslyckade och Andersson låg på en 16:e plats. Anledningen till den svaga starten på touren berodde på att hon inte hunnit acklimatisera sig till den höga höjden i Val Müstair. Till resterande etapper som skedde på lägre höjd blev resultaten bättre. Inför den sista etappen låg hon på sjätte plats 2.10 min från ledaren Jessie Diggins. Andersson vann den sista prestigefyllda etappen som är en klättring uppför berget Alpe Cermis. Det var hennes första världscupseger. Genom den insatsen lyckades hon även komma trea i totalen. Hon blev därmed den tredje svenska kvinnan någonsin att ta en pallplats i touren, sedan innan hade Charlotte Kalla vunnit och Stina Nilsson kommit trea.

### VM 2021
Andersson inledde VM i Oberstdorf 2021 med att ta brons i skiathlon. Hon följde sedan upp med ett brons i 10 km fristil med individuell start och en fjärdeplats i det avslutande 30 km-loppet i klassisk stil med masstart. Andersson körde tredje sträckan i det favorittippade svenska stafettlaget, som hamnade på en sjätteplats efter att ha tappat mycket tid på de två inledande sträckorna där vallningsproblem ställde till det för Jonna Sundling och Charlotte Kalla.

### Ski Classics
Den 20 mars 2021 tog hon sin första seger i Ski Classics Pro Tour när hon vann Vålådalsrennet som var en ersättningstävling för Birkebeinerrennet som blev inställt på grund av covid-19 pandemin. Den 2 april 2022 tog hon återigen en Ski Classics seger när hon vann Reistadløpet. Den 29 mars 2025 tog hon sin tredje seger i Ski Classics när hon vann Reistadløpet för andra gången. Dagen efter vann hon för fjärde gången då hon tog en seger i Summit 2 Senja.

### Andra aktiviteter
Andersson har även tävlat i friidrott (löpning) på juniorlandslagsnivå. Under junior-EM 2015 i Eskilstuna slutade hon sexa på 3 000 meter med tiden 9.29,98. Som friidrottare tävlar hon för Sollefteå GIF Friidrott.

## Resultat

### Pallplatser i världscupen

#### Individuellt
Andersson har 43 individuella pallplatser i världscupen: 8 segrar, 16 andraplatser och 19 tredjeplatser.
| Säsong  | Datum            | Plats              | Disciplin                   | Placering |
| ------- | ---------------- | ------------------ | --------------------------- | --------- |
| 2018/19 | 25 november 2018 | Ruka               | 10 km individuell start (K) | 3:a       |
| 2018/19 | 1 december 2018  | Lillehammer        | 10 km individuell start (F) | 2:a       |
| 2018/19 | 2 december 2018  | Lillehammer        | 10 km jaktstart (K)         | 3:a       |
| 2018/19 | 2 december 2018  | Nordiska öppningen | Slutresultat                | 2:a       |
| 2018/19 | 20 januari 2019  | Otepää             | 10 km individuell start (K) | 2:a       |
| 2018/19 | 26 januari 2019  | Ulricehamn         | 10 km individuell start (F) | 3:a       |
| 2018/19 | 10 mars 2019     | Oslo               | 30 km masstart (K)          | 3:a       |
| 2018/19 | 17 mars 2019     | Falun              | 10 km individuell start (F) | 2:a       |
| 2018/19 | 24 mars 2019     | Québec             | 10 km jaktstart (F)         | 3:a       |
| 2019/20 | 28 december 2019 | Lenzerheide        | 10 km masstart (F)          | 3:a       |
| 2019/20 | 31 december 2019 | Toblach            | 10 km individuell start (F) | 3:a       |
| 2019/20 | 3 januari 2020   | Val di Fiemme      | 10 km masstart (K)          | 2:a       |
| 2019/20 | 9 februari 2020  | Falun              | 10 km masstart (F)          | 2:a       |
| 2019/20 | 29 februari 2020 | Lahtis             | 10 km individuell start (K) | 2:a       |
| 2019/20 | 7 mars 2020      | Oslo               | 30 km masstart (K)          | 3:a       |
| 2020/21 | 28 november 2020 | Ruka               | 10 km individuell start (K) | 3:a       |
| 2020/21 | 29 november 2020 | Nordiska öppningen | Slutresultat                | 3:a       |
| 2020/21 | 5 januari 2021   | Toblach            | 10 km individuell start (F) | 3:a       |
| 2020/21 | 6 januari 2021   | Toblach            | 10 km jaktstart (K)         | 2:a       |
| 2020/21 | 8 januari 2021   | Val di Fiemme      | 10 km masstart (K)          | 3:a       |
| 2020/21 | 10 januari 2021  | Val di Fiemme      | 10 km masstart (F)          | 1:a       |
| 2020/21 | 10 januari 2021  | Tour de Ski        | Slutresultat                | 3:a       |
| 2020/21 | 29 januari 2021  | Falun              | 10 km individuell start (F) | 3:a       |
| 2020/21 | 13 mars 2021     | Engadin            | 10 km masstart (K)          | 3:a       |
| 2020/21 | 14 mars 2021     | Engadin            | 30 km jaktstart (F)         | 2:a       |
| 2021/22 | 29 december 2021 | Lenzerheide        | 10 km individuell start (K) | 2:a       |
| 2021/22 | 4 januari 2022   | Val di Fiemme      | 10 km masstart (F)          | 2:a       |
| 2021/22 | 4 januari 2022   | Tour de Ski        | Slutresultat                | 2:a       |
| 2022/23 | 26 november 2022 | Ruka               | 10 km individuell start (K) | 1:a       |
| 2022/23 | 27 november 2022 | Ruka               | 20 km jaktstart (F)         | 2:a       |
| 2022/23 | 4 december 2022  | Lillehammer        | 20 km masstart (K)          | 3:a       |
| 2022/23 | 27 januari 2023  | Les Rousses        | 10 km individuell start (F) | 1:a       |
| 2022/23 | 29 januari 2023  | Les Rousses        | 20 km masstart (K)          | 1:a       |
| 2022/23 | 4 februari 2023  | Toblach            | 10 km individuell start (F) | 1:a       |
| 2023/24 | 25 november 2023 | Ruka               | 10 km individuell start (K) | 1:a       |
| 2023/24 | 2 december 2023  | Gällivare          | 10 km individuell start (F) | 2:a       |
| 2023/24 | 16 december 2023 | Trondheim          | 20 km skiathlon             | 1:a       |
| 2023/24 | 17 december 2023 | Trondheim          | 10 km individuell start (K) | 3:a       |
| 2023/24 | 9 mars 2024      | Oslo               | 50 km masstart (K)          | 2:a       |
| 2024/25 | 19 januari 2025  | Les Rousses        | 20 km masstart (K)          | 2:a       |
| 2024/25 | 15 februari 2025 | Falun              | 10 km individuell start (K) | 1:a       |
| 2024/25 | 16 februari 2025 | Falun              | 20 km masstart (F)          | 3:a       |
| 2024/25 | 23 mars 2025     | Lahti              | 50 km masstart (K)          | 3:a       |

#### Lag
I lag har Andersson sju pallplatser i världscupen: två segrar och fem andraplatser.
| Säsong  | Datum           | Plats       | Disciplin             | Placering | Lagkamrat(er)                 |
| ------- | --------------- | ----------- | --------------------- | --------- | ----------------------------- |
| 2018/19 | 27 januari 2019 | Ulricehamn  | 4 x 5 km stafett      | 2:a       | Settlin / Kalla / Sundling    |
| 2020/21 | 24 januari 2021 | Lahtis      | 4 x 5 km stafett      | 2:a       | Kalla / Ribom / Modig         |
| 2021/22 | 5 december 2021 | Lillehammer | 4 x 5 km stafett      | 2:a       | Ribom / Karlsson / Ilar       |
| 2022/23 | 5 februari 2023 | Toblach     | 4 x 7,5 km stafett    | 2:a       | Ribom / Ilar / Sundling       |
| 2023/24 | 3 december 2023 | Gällivare   | 4 x 7,5 km stafett    | 1:a       | Lundgren / Ribom / Ilar       |
| 2023/24 | 21 januari 2024 | Oberhof     | 4 x 7,5 km stafett    | 1:a       | Svahn / Karlsson / Sundling   |
| 2023/24 | 26 januari 2024 | Goms        | 4 x 5 km mixedstafett | 2:a       | Häggström / Anger / Dahlqvist |

### Ställning i världscupen
| Säsong  | Discipliner | Discipliner | Discipliner | Discipliner | Discipliner | Discipliner | Tourer      | Tourer      | Tourer    |
| Säsong  | Totalt      | Totalt      | Distans     | Distans     | Sprint      | Sprint      | Nord. öppn. | Tour de Ski | VC- avsl. |
| Säsong  | Poäng       | Plac.       | Poäng       | Plac.       | Poäng       | Plac.       | Nord. öppn. | Tour de Ski | VC- avsl. |
| ------- | ----------- | ----------- | ----------- | ----------- | ----------- | ----------- | ----------- | ----------- | --------- |
| 2014/15 | 15          | 100:e       | 15          | 70:e        | —           | —           | —           | —           | i.u.      |
| 2017/18 | 263         | 26:e        | 211         | 15:e        | 0           | —           | —           | —           | 10:e      |
| 2018/19 | 918         | 7:e         | 646         | 5:e         | 22          | 45:e        | 2:a         | —           | 5:e       |
| 2019/20 | 891         | 7:e         | 717         | 3:e         | 24          | 50:e        | —           | DNF         | i.u.      |
| 2020/21 | 1011        | 3:e         | 640         | 2:a         | 11          | 64:e        | 3:e         | 3:e         | i.u.      |
| 2021/22 | 772         | 3:e         | 452         | 4:a         | 0           | —           | i.u.        | 2:a         | i.u.      |
| 2022/23 | 853         | 20:e        | 833         | 9:e         | 20          | 90:e        | i.u.        | —           | i.u.      |
| 2023/24 | 1409        | 10:e        | 1355        | 3:e         | 54          | 63:e        | i.u.        | DNF         | i.u.      |
| 2024/25 | 1323        | 7:e         | 1096        | 6:e         | 2           | 123:e       | i.u.        | 6:a         | i.u.      |

### Olympiska spel
Andersson har deltagit i två olympiska vinterspel och har vunnit två medaljer: ett silver och ett brons.
| Tävling          | 10 km | Skiathlon | 30 km | Sprint | Stafett | Lagsprint |
| ---------------- | ----- | --------- | ----- | ------ | ------- | --------- |
| Pyeongchang 2018 | 13:e  | 4:e       | 13:e  | —      | Silver  | —         |
| Peking 2022      | 6:e   | 10:e      | 8:e   | —      | Brons   | —         |

### Världsmästerskap
| Tävling         | 10 km | Skiathlon | 30 km | Sprint | Stafett | Lagsprint |
| --------------- | ----- | --------- | ----- | ------ | ------- | --------- |
| Lahtis 2017     | —     | 22:a      | 17:e  | —      | Silver  | —         |
| Seefeld 2019    | 16:e  | 4:e       | 6:e   | —      | Guld    | —         |
| Oberstdorf 2021 | Brons | Brons     | 4:e   | —      | 6:e     | —         |
| Planica 2023    | Brons | Guld      | Guld  | —      | Brons   | —         |

| Tävling        | 10 km | Skiathlon | 50 km | Sprint | Stafett | Lagsprint |
| -------------- | ----- | --------- | ----- | ------ | ------- | --------- |
| Trondheim 2025 | Guld  | Guld      | 4:e   | —      | Guld    | —         |